# Maike Nollen
Maike Nollen (Berlín Oriental, 15 de noviembre de 1977) es una deportista alemana que compitió en piragüismo en la modalidad de aguas tranquilas.
Participó en los Juegos Olímpicos de Atenas 2004, obteniendo una medalla de oro en la prueba de K4 500 m. Ganó 3 medallas en el Campeonato Mundial de Piragüismo entre los años 2002 y 2005, y 3 medallas en el Campeonato Europeo de Piragüismo entre los años 2004 y 2005.

## Palmarés internacional
| Juegos Olímpicos   | Juegos Olímpicos | Juegos Olímpicos  | Juegos Olímpicos |
| Año                | Lugar            | Medalla           | Competición      |
| ------------------ | ---------------- | ----------------- | ---------------- |
| 2004               | Atenas (Grecia)  | Medalla de oro    | K4 500 m         |
| Campeonato Mundial |                  |                   |                  |
| Año                | Lugar            | Medalla           | Competición      |
| 2002               | Sevilla (España) | Medalla de plata  | K4 500 m         |
| 2002               | Sevilla (España) | Medalla de bronce | K4 200 m         |
| 2005               | Zagreb (Croacia) | Medalla de plata  | K2 1000 m        |
| Campeonato Europeo |                  |                   |                  |
| Año                | Lugar            | Medalla           | Competición      |
| 2004               | Poznań (Polonia) | Medalla de bronce | K1 500 m         |
| 2005               | Poznań (Polonia) | Medalla de plata  | K2 500 m         |
| 2005               | Poznań (Polonia) | Medalla de bronce | K2 1000 m        |